# 다마에교 (오사카부)

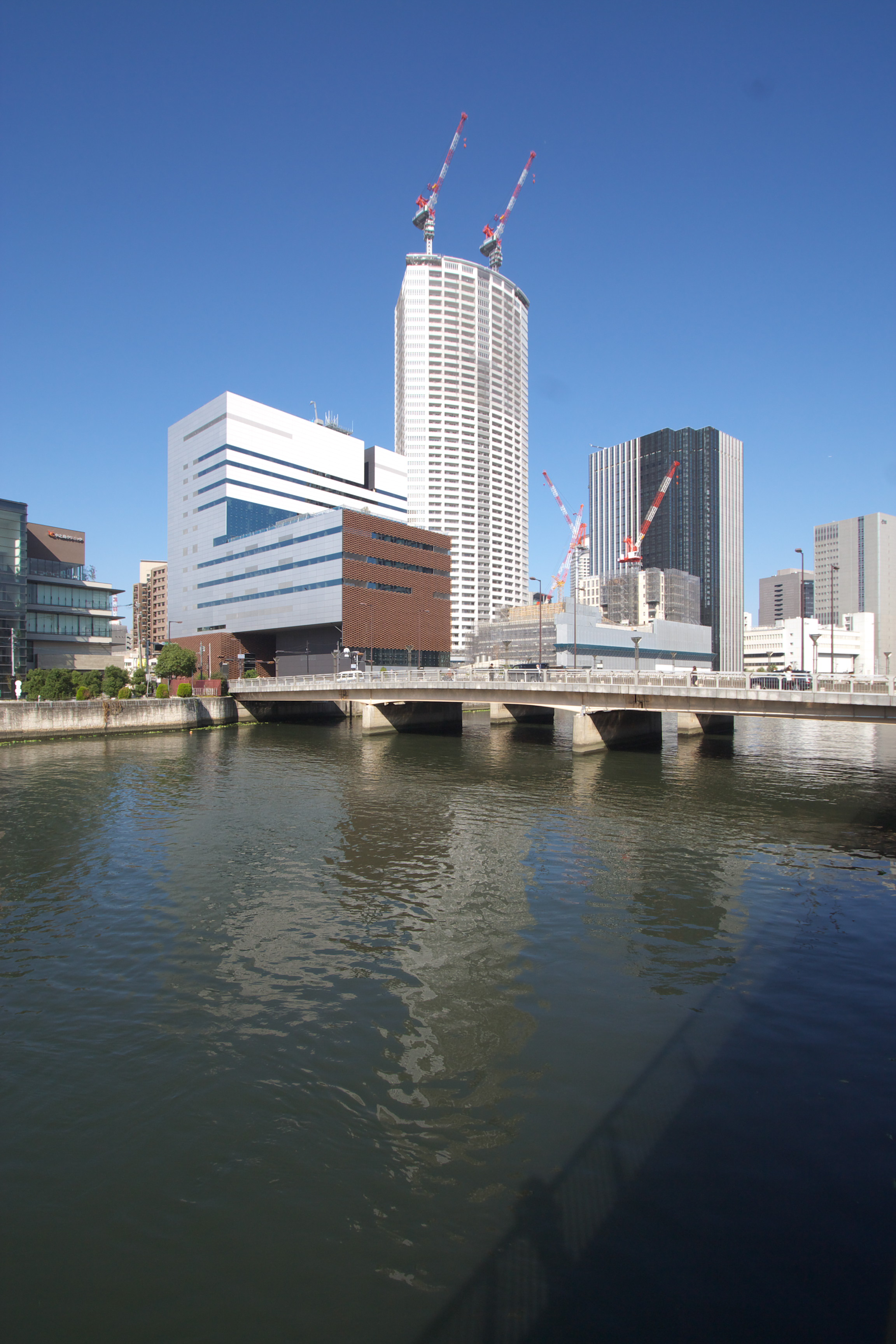
다마에 교

다마에 교（玉江橋）는, 오사카부 오사카시의 구 요도가와강(도지마강)에 놓여 있는 다리이다. 나니와 길에도 놓여있다. 나니와 명교 50선에도 선정되었다.

## 개요
오사카 시 기타구 나카노시마 4쵸메 ~ 오사카 시 후쿠시마구 후쿠시마 1쵸메의 사이를 잇고 있다. 다리의 길이는 상류측 77.0m, 하류측 78.8m, 폭은 10m의 강형교이다. 오사카 시에서 관리하고 있다.
현재 다리는 1929년 9월 19일에 완성되었다. 그 후 1969년에 밀물 대책에 의한 체적 증가와 폭을 넓히는 공사가 거행되었다. 1991년에 개장공사를 하여, 알루미늄제인 고란(高欄)이나 타일 포장, 조명등 등이 설치되었다.

### 이전의 다마에 교
역사적으로는, 에도 시대의 도지마 개발에 의해 놓인 다리이다. 그 후, 1885년의 홍수로 유실되었고, 한번 복구한 것도 1909년의 화재로 인해 소실되었다.

## 다리 주변

### 주위의 다리
- 다미노 교 - 상류측의 다리.
- 도지마 대교 - 하류측의 다리.
- 조안 교 - 남측의 도사보리 강에 놓여있는 다리.

### 나카노시마（남측）
- 오사카 부립 국제 회의장
- 리가 로얄 호텔
- NTT나카노시마 빌딩
- 오사카 대학 나카노시마 센터
- 게이한 전기 철도 나카노시마 선 나카노시마 역

### 후쿠시마 (북측)
- 관서 전력 병원
- 오사카 나카노시마 합동 청사